# Arterias pancreaticoduodenales inferiores
Las arterias pancreaticoduodenales inferiores o arterias duodenales son arterias que se originan en la arteria mesentérica superior.

## Ramas
Emiten las siguientes ramas, recogidas en la Terminología Anatómica:
A12.2.12.055 Rama anterior de la arteria pancreaticoduodenal inferior (ramus anterior arteriae pancreaticoduodenalis inferioris).
A12.2.12.056 Rama posterior de la arteria pancreaticoduodenal inferior (ramus posterior arteriae pancreaticoduodenalis inferioris).

## Distribución
Se distribuyen hacia el páncreas y el duodeno.